# لويس آلاموس
لويس آلاموس (بالإسبانية: Luis Álamos)‏ مواليد 25 ديسمبر 1923 في تشيلي - الوفاة 26 يونيو 1983، كان مدرب كرة قدم تشيلي قاد المنتخب التشيلي في عام 1966 وعام 1974.

## روابط خارجية
- لويس آلاموس على موقع قاعدة بيانات كرة القدم.إي يو (الإنجليزية)
- لويس آلاموس على موقع عالم كرة القدم.نت (الإنجليزية)